# يونكرز يو 388
يونكرز يو 388 Störtebeker هي مقاتلة متعددة المهام تابعة للوفتفافه الألمانية في الحرب العالمية الثانية تعتمد على هيكل الطائرة يونكرز يو 88 عن طريق يونكرز يو 188. اختلفت عن سابقاتها في كونها مخصصة للتشغيل على ارتفاعات عالية، مع ميزات التصميم مثل قمرة القيادة المضغوطة لطاقمها. تم تقديم Ju 388 في وقت متأخر جدًا من الحرب، وكانت مشكلات الإنتاج إلى جانب ظروف الحرب المتدهورة تعني أن القليل تم بناؤه.

## خلفية
علمت وزارة طيران الرايخ لأول مرة من الأمريكيين القاذفة الثقيلةبي-29 سوبرفورترس في أواخر عام 1942. مخاوف جدية فيما يتعلق بقدرة بي-29 التي تم تطويرها في أوائل عام 1944، عندما ظهر YB-29 "Hobo Queen" بشكل جيد في RAF Bovingdon، والذي تم التلميح إليه بشكل خفي في نشرة دعائية باللغة الألمانية Sternenbanner المنشورة الأمريكية من 29 فبراير عام 1944، كان من المقرر تداوله داخل الرايخ. 

## إنتاج
من الصعب تحديد العدد الدقيق لطائرة 388s. أحد الأسباب هو أنه تم استخدام العديد من طائرات ما قبل السلسلة كنماذج أولية، وتلف بعضها أو دمرتها قنابل الحلفاء قبل الانتهاء. علاوة على ذلك، تنتهي العديد من السجلات الرسمية قبل نهاية الإنتاج أو تتعارض مع بعضها البعض.
بناءً على التوثيق والأبحاث المتاحة، يمكن افتراض ما يلي على أنه مثبت: 
تم التخطيط للمزيد من الطائرات والنماذج الأولية واكتمل جزئيا:
- 10 Ju 388 K-0، الدفعة الثانية، بعض النماذج الأولية، مكتملة جزئيًا
- 30 Ju 388 K-0، الدفعة الثالثة، المخطط لها، تم إكمال عدد قليل فقط من الوحدات

### تصدير مقترح إلى اليابان
في أغسطس 1944، أعرب الميجور جنرال الياباني أوسامو أوتاني، وهو عضو في إحدى اللجان ذات الصلة بالميثاق الثلاثي ويخدم في برلين، عن اهتمامه بإنتاج ترخيص لـJu 388.  تم تسليم مجموعات الرسم الكاملة لـ Ju 388 إلى اليابانيين بالإضافة إلى حقوق الإنتاج المرخص. لا يوجد دليل على أنه تم تسليم أي وثائق على الإطلاق. تم القبض على أوتاني من قبل قوات الحلفاء في برلين في مايو 1945. 

## الطائرات الناجية

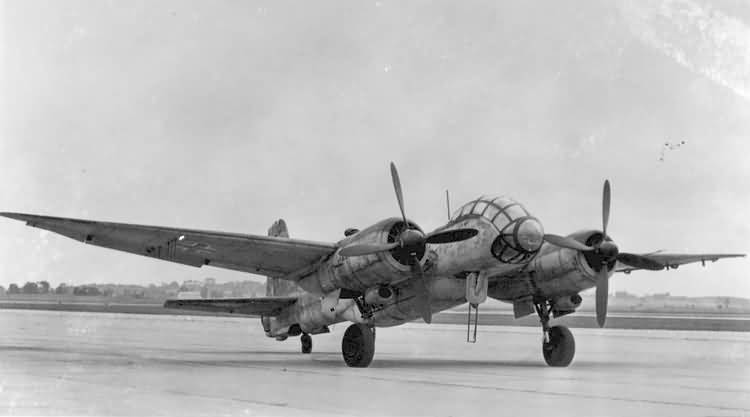
هذه هي الطائرة التي تم التقاطها، ويركنومر 560049 (الرقم التسلسلي للتقييم الخارجي للوكالة الأمريكية للقوات الجوية الأمريكية T2-4010) ، والتي تنتظر حاليًا الترميم في معهد سميثسونيان ، سيلفر هيل، ماريلاند، الولايات المتحدة الأمريكية.

## المشغليين
Nazi Germany